# Юлдашев, Маджид
Маджид Юлдашев — советский хозяйственный, государственный и политический деятель.

## Биография
Родился в 1911 году. Член КПСС с 1931 года.
С 1929 года — на хозяйственной, общественной и политической работе. В 1929—1971 гг. — комсомольский работник в Ташкентской области, работник органов внутренних дел Ташкентской области, помощник начальника 3-го отдела УГБ УНКВД Самаркандской области, врид помощника начальника 2-го отделения 4-го отдела УГБ НКВД Узбекской ССР, заместитель начальника, начальник УНКВД Ташкентской области, народный комиссар государственного контроля Узбекской ССР, заместитель председателя СНК Узбекской ССР, председатель Ташкентского горисполкома, министр государственного контроля Узбекской ССР, директор Института истории партии при ЦК КП Узбекистана.
Избирался депутатом Верховного Совета Узбекской ССР 2-го, 3-го, 4-го и 5-го созывов.
Умер в Ташкенте в 1971 году.